# ラボラトリーオートメーション
ラボラトリーオートメーション（英: Laboratory automation、研究室の自動化）は、実験室で用いられるテクノロジーを研究開発するとともに最適な活用を図ることにより、新しく改良されたプロセスを可能にする学際的戦略である。ラボラトリーオートメーションの専門家は、生産性や実験データ品質の向上、研究室における作業時間の短縮、または今までできなかった実験を可能にすることを目的として、調査および新技術の開発を行う。専門家には、教育機関や民間企業、公的機関に属する科学者、研究者およびエンジニアが含まれる。
ラボラトリーオートメーションの技術の最も広く知られている応用例として、研究室へのロボット導入が挙げられる。より一般的には、ラボラトリーオートメーションの分野は、研究室での科学研究の効率性と効果性を高めるために使用される、様々な自動実験器具や装置（最も一般的なものとしては複数のサンプルに自動的に溶液を加えたり、測定機器に自動的に入れて測定したりするオートサンプラーが挙げられる）、ソフトウェアアルゴリズム、および方法論を含む。
今日、研究室への自動化技術の適用は、時代にあった進歩を達成し、競争力を維持するために必要とされる。ハイスループットスクリーニング、コンビナトリアルケミストリー、臨床試験や分析試験の自動化、自動化診断、大規模なバイオリポジトリーなどは、ラボラトリーオートメーションの進歩があって初めて成立した。
研究用テクノロジーに焦点を当てる、包括的プログラムを提供している大学もある。例えば、インディアナ大学-パデュー大学インディアナポリス校はラボラトリーインフォマティクスに関する大学院プログラムを提供している。また、カリフォルニア州のケック大学院大学は、臨床診断、ハイスループットスクリーニング、遺伝子型決定、マイクロアレイ技術、プロテオミクス、イメージングおよび他の用途のために必要なアッセイ、計測およびデータ解析ツールの開発に重点を置いた大学院の学位を提供している。

## 歴史
少なくとも1875年には、科学的調査のための自動化された装置の報告がなされている。 これらの最初期の装置は、主に研究室での問題点を解決するために、科学者自身によって造られた。第二次世界大戦後、企業はさらに複雑な自動化装置を提供してきた。
オートメーションは、20世紀を通じて着実に様々な研究室へと広がっていたが、1980年代初頭に最初の完全自動化された研究室が高知大学の佐々木匡秀によって開かれたことは革新的なできごとであった。1993年、ロッド・マーキンはネブラスカ大学医療センターに、世界初の臨床の自動化された実験室の管理システムを設置した。 彼は1990年代半ばにはアメリカ臨床化学会の「臨床検査自動化基準運営委員会」 (CTASSC, Clinical Testing Automation Standards Steering Committee) の議長を務めた。この委員会は後に臨床・検査標準協会 (CLSI, Clinical and Laboratory Standards Institute) の領域委員会へと発展した。2004年にアメリカ国立衛生研究所（NIH）は、学界や産業界、政府および一般から集めた300人以上の全国的に認められた指導者とともに、医学上の発見を促進して国民の健康を改善することを目的としたロードマップを完成させた。このロードマップでは技術開発の重視が謳われており、分子ライブラリおよび分子イメージング推進グループのミッションを達成するのに不可欠な要因として技術開発が挙げられていた。
佐々木の研究室などの大きな成功があったにもかかわらず、このような技術の導入には数百万ドルのコストがかかるため、広まらなかった。 異なる製造業者によって作られた装置が互いに連携をとるのが困難だったことも要因である。しかし、AutoItのようなスクリプト言語の使用に基づく最近の進歩により、異なるメーカーの機器の統合が可能となりつつある。このアプローチを使用して、オープンソースデバイスを含む多くの低コストの電子機器が一般的実験器具の代わりに使われるようになってきた。

## 低価格のラボラトリーオートメーション
研究室の自動化を実装するにあたって大きな障害となるのはコストである。非常に特殊な用途に供される最新の実験器具は当然高価であるが、研究室内で使用される機器の中にはあまり高度な技術が使用されていないのに依然高価であるものも存在する。自動化された機器の多くにもこれがあてはまり、この機器と同じことは簡単なロボットアームや一般的な（オープンソースの）電子モジュール、3Dプリンタなどの単純で低コストな機器で容易に行うことができる。
今までは、このような低コスト機器と実験器具と併用することは非常に困難と考えられてきたが、実験室で標準的に使用されてきた器具を低コスト機器で問題なく置き換えられることが実証されてきている。低コスト自動化機器の実現により、多数の研究室がその恩恵を受けられるようになることが期待される。
装置の製造元に関係なく、任意のマシンの統合を可能にする技術として、スクリプトが挙げられる。より詳しく言えば、マウスクリックやキーボード入力の制御が可能なAutoItのようなスクリプトにより、様々な装置を制御する多様なソフトウェアインターフェースを完璧に同期させることができる。

## 卓上自動化
卓上（Benchtop）の自動化は、資金が豊富な研究所で見られる大規模な自動化装置と比べればサイズの小さい装置で構成される。卓上自動化に供される装置は多くの場合で柔軟性を備えており、多くの異なるタスクに対処することができる。大きなスケールの自動化を要する研究室は必ずしも多くなく、小さな研究室にとっては卓上自動化が魅力的な解決策になり得る。また、前節で提示された低コストの装置も多くの場合、容易に卓上での応用が可能である。

## 参照
- 自動化
- 自動分析器（英語版）
- ラボラトリーインフォマティクス（英語版）

## 読書案内
- Katz, Alan (1 May 2009), “Lab Automation Protocols and Virtual Workcells”, Genetic Engineering & Biotechnology News, OMICS (Mary Ann Liebert) 29 (9):  pp. 40–41, ISSN 1935-472X, OCLC 77706455,  オリジナルの2009年7月26日時点におけるアーカイブ。 2009年7月25日閲覧。